# Giannin Andreossi
Pour les articles homonymes, voir Andreossi.
Giannin « Gian » Andreossi (né le 2 juillet 1902 à Saint-Moritz et mort le 22 mai 1964 à Coire,) est un joueur professionnel suisse de hockey sur glace.
Il est le frère de Munrezzan Andreossi, et Zacharias Andreossi, eux aussi joueurs de hockey sur glace.

## Carrière
Giannin Andreossi fait toute sa carrière au Hockey Club Saint-Moritz de 1921 à 1929. Il est champion de Suisse en 1923 et en 1928.
Giannin Andreossi fait partie de l'équipe nationale qui participe aux Jeux olympiques de 1928 à Saint-Moritz qui remporte la médaille de bronze, ; cependant il n'est présent dans aucun match de la compétition. Il participe également aux championnats d'Europe 1922 où la Suisse remporte la médaille de bronze, 1923,, 1924 où la Suisse remporte la médaille de bronze et 1926, où la Suisse devient championne.
Il participe à des compétitions de patinage de vitesse au début des années 1920.